# 鷲田豊明
鷲田 豊明（わしだ とよあき、1955年1月30日 - ）は、日本の経済学者、お笑い芸人。上智大学名誉教授、前上智大学大学院地球環境学研究科教授。元環境経済・政策学会副会長。福井県出身。松竹芸能所属。なお、本項目ではお笑い芸人として活動している「わっしー教授」についても記述する。

## 学者としての経歴
出典は上智大学ウェブサイト。
1978年3月に、名古屋大学工学部電気工学科を卒業した。その後神戸大学大学院経済学研究科に進み、1986年3月に博士課程後期課程を中途退学する。
1986年4月より岩手大学人文社会科学部専任講師となり、1989年4月に助教授に昇格した。
1990年10月、和歌山大学経済学部助教授に転任。1995年4月に教授に昇格した。
1996年4月、神戸大学経済学部教授に転任（2000年4月より神戸大学大学院経済学研究科教授）。
2001年7月の兵庫県知事選挙に出馬するが落選する。
2002年4月、豊橋創造大学経営情報学部教授となる。
2005年4月より上智大学大学院地球環境学研究科教授に転じ、2020年3月末に退職した。この間、環境経済・政策学会副会長なども務めた。

## わっしー教授
芸名の由来は、本名から「わっしー」と呼ばれていたが年下からだと呼びにくいと指摘を受けて教授を付けた。
2014年に趣味で研究していたロボットを200万円で2体購入して漫才をさせようとプログラミングしていたがうまくいかず、漫才の勉強をしようと松竹芸能タレントスクールに入学して後に松竹芸能所属となり「わっしー教授」で芸能活動を始める。当初は、ピン芸人の活動以外で山崎ユタカ(現燕代表)とコンビ「ギリギリすれすれ」を組んでいた。2017年からはロボット（Nao）のサリーとコンビ「サリーと教授」を組んで各種メディア出演やM-1グランプリなどに出場している。

### 出演番組
テレビ
- バラいろダンディ（2015年、TOKYO MX）アクティブシニア
- Rの法則（2016年、NHK）学校あるあるコント お父さん役
- あらびき団 オールナイト祭（2016年、TBS）ロボット漫才
- 松竹芸能創立60周年記念 新宿ますだおかだ寄席（2017年、BSフジ）ロボット謎かけ
- 一夜づけ（2017年、テレビ東京）ロボット謎かけ
- ビートたけし映画小説大ヒットなのに日本はなぜ勲章をくれないのかTV（2017年、TBS）
- アウト×デラックス（2018年、フジテレビ）[9]
- す・またん（2018年、読売テレビ）二足のわらじ芸人
- メッセンジャーの○○は大丈夫なのか?（2018年、MBSテレビ）副業芸人 [10][11]
- ブラ迷相談部 その悩み!小杉と吉田まで（2018年、東海テレビ）
- 手作りロボット奮闘記！がんばれ工業高校生（2019年、テレビ愛知）解説

## 著書

### 単著
- 『環境とエネルギーの経済分析 定常循環系への課題』（1992年、白桃書房）ISBN 978-4-561-96041-6
- 『エコロジーの経済理論 物質循環論の基礎』（1994年、日本評論社）ISBN 978-4-535-55005-6
- 『環境と社会経済システム』（1996年、勁草書房）ISBN 978-4-326-50115-1
- 『環境評価入門』（1999年、勁草書房）ISBN 978-4-326-50162-5
- 『環境政策と一般均衡』（2004年、勁草書房）ISBN 978-4-326-50257-8
- 『環境ゲーム論 対立と協力、交渉の環境学』（2010年、ぎょうせい）ISBN 978-4-324-08949-1

### 共編著
- 『環境評価ワークショップ 評価手法の現状』栗山浩一、竹内憲司 共編著（1999年、築地書館）ISBN 978-4-806-71167-4
- 『循環型社会をつくる（シリーズ環境政策の新地平 7）』笹尾俊明 共編著（2015年、岩波書店）ISBN 978-4-000-28797-5
- 『環境を担う人と組織（シリーズ環境政策の新地平 8）』大沼あゆみ、亀山康子、新澤秀則 共編著（2015年、岩波書店）ISBN 978-4-000-28798-2

### 論文
- CiNii Articles 検索 - 鷲田 豊明